# Lijst 0
Lijst 0 was een politiek programma gericht op jongeren dat door BNN werd uitgezonden rond verkiezingstijd. Het programma verscheen in 2002, 2003, 2006 en 2010 op de televisie. De eerste twee edities werden gepresenteerd door Katja Schuurman en Bridget Maasland, de daaropvolgende twee edities door Filemon Wesselink en Sophie Hilbrand.

## Seizoen 2010
Het programma had als insteek politiek op een eigentijdse en eigenzinnige manier te brengen om het toegankelijk te maken voor een jong publiek. Wesselink hield zich bezig met de campagnestrijd van de partij, maar hij en Hilbrand samen interviewden diverse lijsttrekkers op een bijzondere plek of tijdens een bijzondere activiteit, zoals autoracen, strandzeilen of paardrijden.
De meeste lijsttrekkers maakten gretig gebruik van de mogelijkheid een jong publiek te bereiken, de SGP weigerde echter te verschijnen in het programma.
In 2010 werd er ook een politieke partij met de naam Lijst 0 opgericht, met het plan deel te nemen aan de Tweede Kamerverkiezingen in juni dat jaar. Het Commissariaat voor de Media, dat tevens rekening hield met een 1 aprilgrap wees er in reactie daarop op dat het oprichten van een politieke partij door een omroep verboden is. Het programma Lijst 0 gaf echter aan de oprichting van een politieke partij (LEF) te volgen via het programma. LEF deed uiteindelijk als Lijst 17 mee aan deze verkiezingen.